# Deutschhaus (Sterzing)

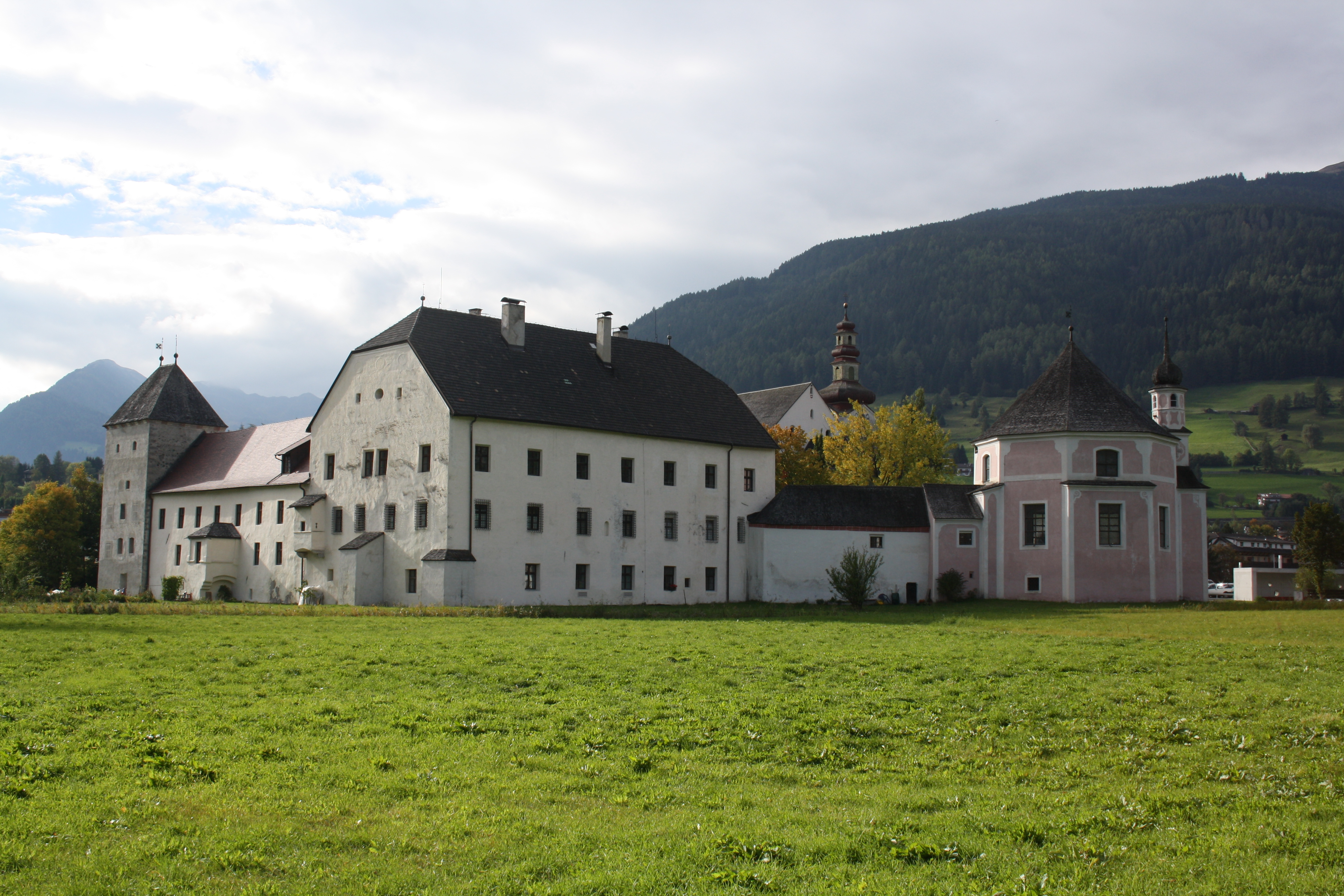
Deutschhaus in Sterzing, Ostansicht

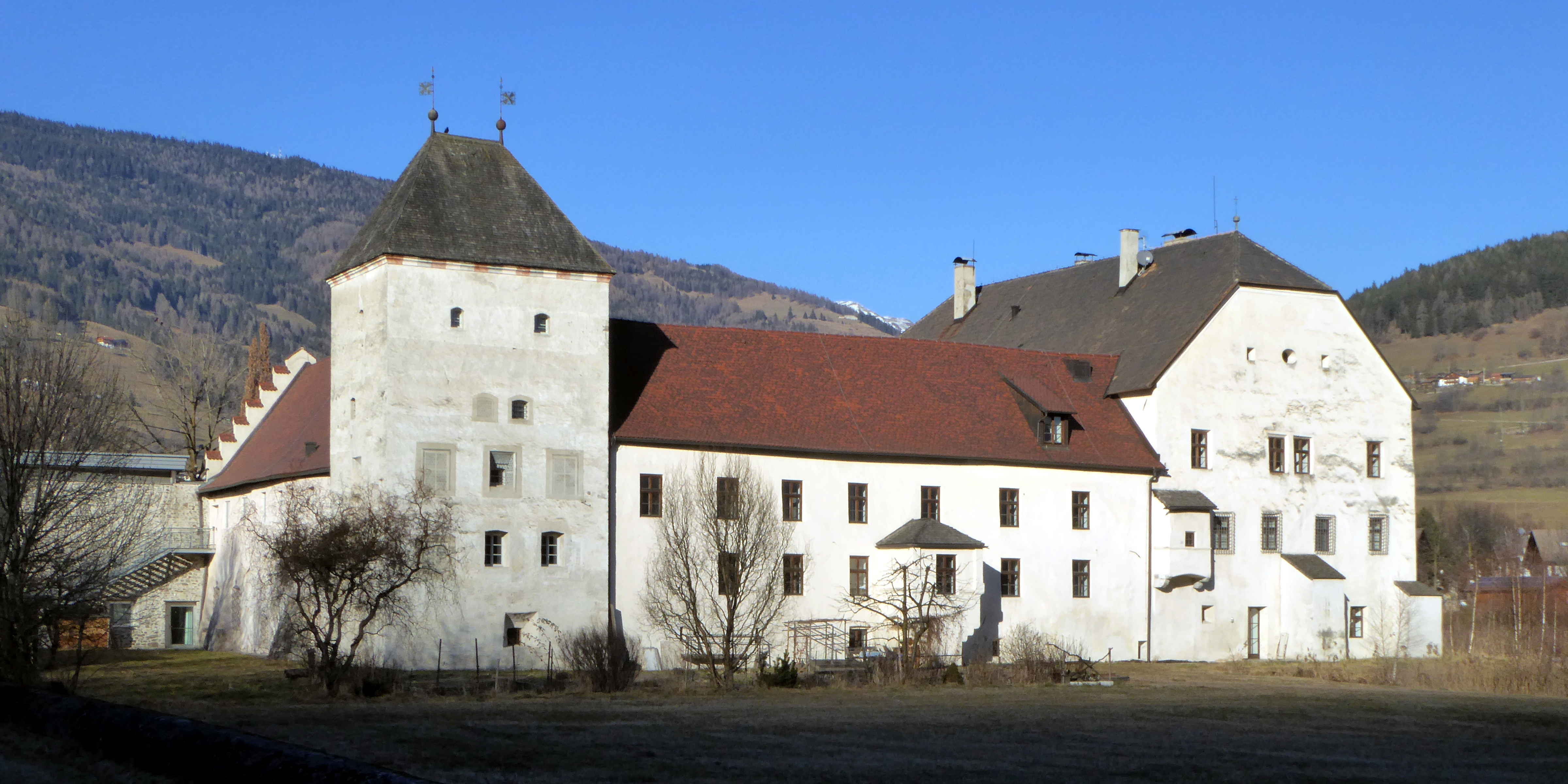
Südansicht

Das Deutschhaus ist eine ehemalige Deutschordenskommende und heutiges Stadt- und Multschermuseum in Sterzing in Südtirol. Das Deutschhaus und die Elisabethkapelle stehen seit 1986 unter Denkmalschutz.

## Geschichte

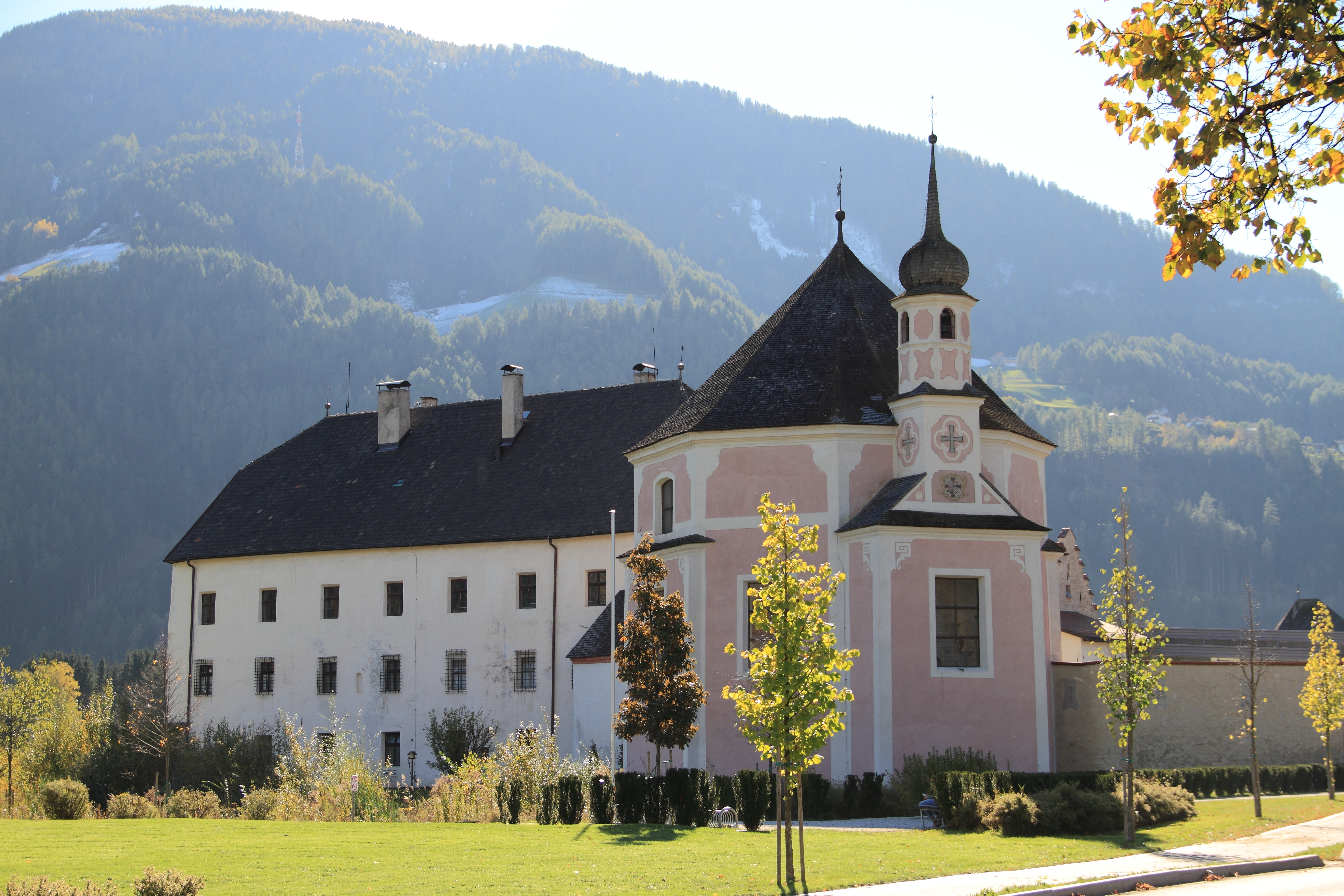
Nordansicht, Elisabethkapelle

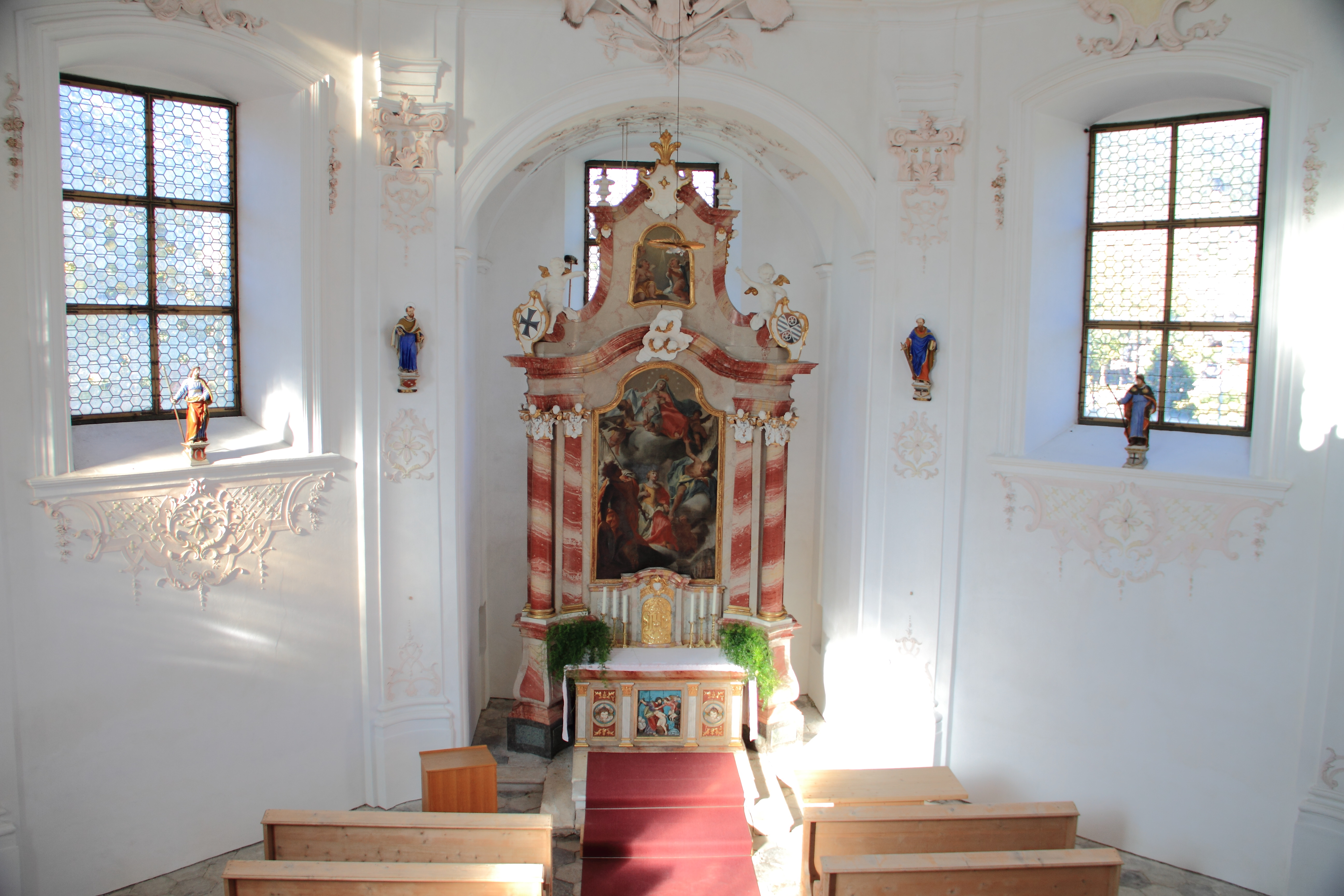
Innenraum der Kapelle

1241 stiftete Adelheid von Eppan († um 1264) zusammen mit ihrem Ehemann Hugo von Taufers ein Hospiz, welches durch eine Schenkung von 1254 inkl. der Pfarrkirche Unsere Liebe Frau im Moos dem Deutschen Orden inkorporiert wurde. Die Dreiflügel-Anlage mit Viereckturm stammt im Kern aus dem 13. Jahrhundert. Durch zahlreiche Stiftungen wuchs im Laufe der Jahrhunderte das Vermögen der Kommende an. Von 1271 bis 1518 sind dort verschiedene Komture und zwei andere Amtsträger nachgewiesen. 1525 plünderten aufständische Bauern der Umgebung das Ordenshaus. Am 21. Mai 1566 wurde die Anlage durch einen Brand zerstört und in den nächsten Jahren unbenutzt, zur Ruine. 1587 setzte der Komtur Caspar Mathias Freiherr von Wolkenstein-Trostburg das Ordensgebäude und die alte Kapelle wieder in Stand.
Die Elisabethkapelle, ein barocker Zentralbau, errichtete Mitte des 18. Jahrhunderts der Baumeister Joseph Delai. Das Kuppelgemälde schuf 1733 der Maler Matthäus Günther. Den östlichen Gebäudetrakt gab von 1752 bis 1754 der Komtur Freiherr von Recordin in Auftrag. Nach der Auflösung unter bayerischer Herrschaft Anfang des 19. Jahrhunderts erhielt die Güter Fürst Alexander von Thurn und Taxis, als Entschädigung für die eingezogenen Post-Privilegien. Das Kommende-Gebäude, der Garten und das Patronatsrecht über die Pfarrkirche behielt sich die Regierung selbst vor. Am 6. März 1821 erklärte die österreichische Regierung die Deutschordenspfarre zur landesfürstlichen Patronatspfründe, worauf aller übriger Besitz an die Thurn und Taxis ging. 1884 kaufte die Stadt Sterzing das Ordenshaus. Die Sterzinger Bürgerschaft gründete die später sogenannte Stiftung Deutschhaus. Bis zur Verlegung 1977 nutzte man den Gebäudekomplex als Spital und Altenheim. Heute ist im ehemaligen Deutschhaus das Stadt- und Multschermuseum Sterzing untergebracht. Am 12. Mai 1986 erfolgte die Unterschutzstellung von Seiten des Südtiroler Landesdenkmalamtes.